# Hussieten

Vlag van de Hussieten

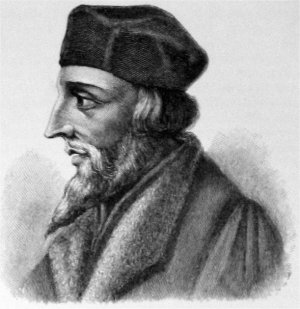
Johannes Hus

De hussieten waren een verzameling van protestantse groeperingen die zich lieten inspireren door de theoloog Johannes Hus. De belangrijkste hussitische fracties waren die van de gematigde calixtijnen (later ook utraquisten) en de radicale taborieten. De hussieten streefden zowel religieuze als maatschappelijke hervormingen na. 

## Hervorming
De hervormingsbeweging liep vooruit op de latere reformatie en stond aan de wieg van het Tsjechische nationale bewustzijn. De geloofsstrijd was tegelijk ook een cultuurstrijd. De meeste steden van Bohemen en Moravië hadden sinds hun oprichting en de erkenning van autonome stadsrechten een Duitstalig patriciaat gekregen. Dit werd gesteund door de stedelijke middenklasse, afkomstig uit de omringende provincies van het Duitse Rijk, tegenover het proletariaat dat uit de omgeving afkomstig was en Tsjechisch sprak. Nu de hussieten met geweld de macht aan zich trokken, werden de stadsregeringen verjaagd en de raadsleden vervangen, terwijl ook de macht van de gilden gebroken werd. Veel burgers vertrokken en degenen die bleven, pasten zich aan. 
Langzaam versterkte het Duitse element zich weer maar in het algemeen heeft zich tussen 1420 een 1580 een Tsjechisch nationale burgerlijke cultuur gevestigd die de grondslag zou blijven van de Tsjechische natie. In de 17e en 18e eeuw zakte het Tsjechisch af naar de positie van plattelandstaal, maar in de grote nationale opleving in de 19e eeuw slaagde het er in de macht over te nemen van de Duitstaligen tegen de prijs van een in onverzoenlijkheid toenemende taalstrijd. 
Tot die opleving hoorde ook de stichting van een nationale kerk, erfgenaam van de hussitische kerken, waar meer dan een half miljoen Tsjechen zich bij aansloten, die het rooms-katholicisme verlieten. De nationale kerk zou door het communistisch bewind na 1947 bevoordeeld worden, wat na 1990 op haar werd afgerekend.

## Dood van Hus
Johannes Hus werd verschillende malen aangehouden en uiteindelijk door het Concilie van Konstanz (1414-1418) veroordeeld tot de brandstapel in 1415. De Tsjechen uit Bohemen en Moravië waarschuwden de keizer, Sigismund van Luxemburg, om dit vonnis niet uit te voeren. Deze weigerde gehoor te geven en voltrok het.
Toen het nieuws van zijn dood bekend werd, raakten de gemoederen oververhit. Er werd een hussitische liga gevormd, die gesteund werd door het volk en de lagere adel. Enkel de Boheemse koning Wenceslaus, die aanvankelijk zijn ongenoegen had geuit over de behandeling van Hus en wiens vrouw openlijk de kant koos van de hussieten, trad niet toe, maar koos de kant van de katholieke liga, aan de zijde van koning Sigismund van Luxemburg (tevens zijn broer) in 1418. Deze laatste overtuigde hem ervan dat een godsdienstoorlog onvermijdelijk was als hij de hussieten geen bescherming zou willen verlenen. Toen hij dat op de lange baan schoof, en kort daarop stierf (1419) radicaliseerden de hussieten en weldra namen zij de stedelijke besturen over. 
Na de dood van Wenceslaus organiseerden zij eerst ongeregelde bendes die zich later aaneensloten tot goed georganiseerde legers, welke dan over Silezië en Saksen uitzwermden tot ver in het noorden van Duitsland en in Polen. Ca. 100 steden en 1500 dorpen werden leeggeroofd en verwoest. Met deze plundertochten mobiliseerden zij de opstandigen – plattelands en stedelijk proletariaat – die overal in Midden-Europa aanwezig waren. Het hussitisch machtsvertoon in de zogenaamde Hussitische Oorlogen intimideerde de feodale machten zodanig dat zij vrede sloten en de hussieten toestonden hun geloof in Bohemen vrij te belijden. Dit was de eerste definitieve breuk in het westerse (katholieke) christendom en onder het oppergezag van Rome.

## De vier artikelen van Praag
Het programma van de gematigde calixtijnen, werd vastgelegd in juli 1420 in Praag en kan samengevat worden in vier punten:
1. vrijheid om het woord van God te preken, ook voor leken
2. het laatste avondmaal vieren onder de gedaante van brood en wijn, ook voor leken
3. het opgeven van wereldlijke macht en rijkdom door de clerus
4. het streng straffen van iedereen, die een doodzonde begaat

Volgens de radicale taborieten – voornamelijk gesteund door de arme bevolking – ging het Praagse programma niet ver genoeg. Zij eisten de afschaffing van de institutionele Kerk en kerkelijke gebruiken. Dat zou het begin zijn van de gewapende verwerkelijking van Gods Rijk op aarde. Omdat de radicale taborieten daarmee ook de feodale orde ondermijnden, werden zij en hun leider Martin Húska in 1421 door gematigder taborieten onder leiding van Jan Žižka uit het hussitisch centrum, de stad Tábor, verdreven. Jan Žižka achtervolgde hen en nam de leiders gevangen; Martin Húska werd door Žižka aan de aartsbisschop van Praag overgedragen, die hem tot de brandstapel veroordeelde.

## De Hussitische Oorlogen
Na de dood van Wenceslaus IV van Bohemen (Václav) heerste er revolutie in Bohemen. Kerken en kloosters werden vernield en hun bezittingen ingenomen door hussitische edellieden. Sigismund moest zijn erfrechten militair laten gelden. Paus Martinus V riep de christenheid op om de ketters in Tsjechië te gaan bestrijden, zijn Kruistochtsbul van maart 1420 leidde ertoe dat de opstand een oorlog werd. Aanvankelijk waren de hussieten in het defensief, maar de katholieke coalitie verloor rond 1427 het initiatief, dat de hussieten overnamen.
Zelfs Jeanne d'Arc bood aan tegen de hussieten te komen vechten, maar kreeg daartoe geen kans toen zij kort daarna gevangen werd genomen door de Bourgondiërs en verkocht werd aan de Engelsen.

## Naar de vrede
In 1432 werd onderhandeld over een vredesverdrag. Op het Concilie van Bazel werd gepraat over een compromis. Zo werden eerst de vier artikelen van Praag besproken. Geen akkoord werd bereikt. Uiteindelijk werd op 30 november 1433 wel een akkoord bereikt met de Compacta van Praag. Dat akkoord liet de 4 artikelen grotendeels toe, voor zover ze de macht van de clerus niet inperkten.
De radicale taborieten verwierpen het vredesverdrag, terwijl de gematigde calixtijnen het aanvaardden. Zij gingen daarmee een samenwerkingsverband aan met de katholieken. Onderling kwam het toen tot strijd en met de hulp van de katholieken werden de taborieten verslagen in de Slag bij Lipany op 30 mei 1434.

## Naspel
In 1462 verklaarde paus Pius II de Compacta van Praag nietig. Zijn gezag was beperkt in de Boheemse landen maar de hussieten kwamen toch meer en meer in de marge terecht. Met de opkomst van het lutheranisme ging een deel van hun aanhang tot dat nieuwe geloof over, ook omdat het een officieel erkende status verwierf. De genadeslag voor de hussieten kwam met de Slag op de Witte Berg op 8 november 1620. Wie zich daarna niet bekeerde, moest onteigend het land verlaten. Duizenden vertrokken onder wie de bekende geleerde Comenius die zich in Naarden vestigde.